# Phrynium hirtum
Phrynium hirtum är en strimbladsväxtart som beskrevs av Henry Nicholas Ridley. Phrynium hirtum ingår i släktet Phrynium och familjen strimbladsväxter. Inga underarter finns listade.